# 捷克斯洛伐克人民軍

捷克斯洛伐克人民軍旗幟

捷克斯洛伐克人民军（捷克語：Československá lidová armáda；缩写为ČSLA）是捷克斯洛伐克共產黨领导的武装力量。1954年6月1日—1989年，该武装力量也是捷克斯洛伐克社会主义共和国的军队。1955年，该军队成为华沙条约组织的成员军队之一。1990年3月14日，该军改名为捷克斯洛伐克军。1993年1月1日，在天鵝絨分離后，捷克斯洛伐克军队也分裂为捷克共和国军和斯洛伐克共和国武装部队。